# شيروكي برييغ
شيروكي برييغ هي مدينة من مدن البوسنة والهرسك. يبلغ عدد سكانها 29,809 نسمة وذلك حسب إحصائيات سنة 2013. يبلغ ارتفاع المدينة عن سطح البحر قرابة 312 متر. تبلغ مساحتها 387.6 كم².

## أعلام
- يوري إيفانكوفيتش
- إيفان بيكو
- توميسلاف باشيتش

## وصلات خارجية
- الموقع الرسمي